# Tu/Perdendo Anna
Tu/Perdendo Anna è un 45 giri del cantautore italiano Umberto Tozzi, pubblicato nel 1978.
Esso è composto da due canzoni tratte dall'album dello stesso anno, Tu.
Il singolo ha raggiunto la prima posizione nella classifica dei più venduti in Italia, risultando tra i primi 10 del 1978 ed in Svizzera per cinque settimane.
In Austria arriva in quinta posizione.
Nel 2003 la versione in duetto con Cérena Toi, Tu arriva in quinta posizione in Francia ed in settima in Vallonia (in Belgio).
Entrambi i brani sono scritti da Giancarlo Bigazzi e Umberto Tozzi .

## Cover
Nel 2017 ne è stata tratta un cover di Gabry Ponte con Danti rinominata Tu sei.
Nel 2024 è stata interpretata dai The Kolors insieme allo stesso Tozzi al Festival di Sanremo nella serata dedicata alle cover in un medley insieme a Gloria e Ti amo.

## Tracce
Lato A
1. Tu (testo di Giancarlo Bigazzi – Umberto Tozzi) - 4'20"

Lato B
1. Perdendo Anna (testo di Giancarlo Bigazzi – Umberto Tozzi) - 3'56"